# Епархия Канзас-Сити — Сент-Джозефа
Епархия Канзас-Сити — Сент-Джозефа (лат. Dioecesis Kansanopolitana-Sancti Josephi) — епархия Римско-Католической церкви в городе Канзас-Сити, штат Миссури, США. Епархия Канзас-Сити — Сент-Джозефа входит в митрополию Сент-Луиса. Кафедральным собором епархии Канзас-Сити — Сент-Джозефа является Собор Непорочного зачатия Пресвятой Девы Марии. В городе сокафедральный Сент-Джозеф находится Собор Святого Иосифа.

## История
3 марта 1868 года Святой Престол учредил епархию Сент-Джозефа, выделив её из архиепархии Сент-Луиса. 10 сентября 1880 года была образована епархия Канзас-Сити.
16 июня 1911 года епархия Сент-Луиса была расширена за счёт территории архиепархии Сент-Луиса.
2 июля 1956 года Римский папа Пий XII издал буллу Ex quo die, которой передал часть территории епархии Сент-Джозефа новым епархиям Джефферсон-Сити и Спрингфилда — Кейп-Жирардо. В этот же день епархия Сент-Джозефа была объединена с епархией Канзас-Сити.

## Ординарии епархии

### Епископы епархии Сент-Джозеф
- епископ Джон Джозеф Хоган[англ.] (03.03.1868 — 10.09.1880) — назначен епископом Канзас-Сити, апостольский администратор (1880—1893)
- епископ Морис Фрэнсис Берк[англ.]  (19.06.1893 — 17.03.1923)
- епископ Фрэнсис Гилфиллан[англ.] (17.03.1923 — 13.01.1933)
- епископ Шарль Юбер Леблон[англ.] (21.07.1933 — 02.07.1956)

### Епископы епархии Канзас-Сити и епархии Канзас-Сити — Сент-Джозеф
- епископ Джон Джозеф Хоган[англ.] (10.09.1880 — 21.02.1913)
- епископ Томас Фрэнсис Лиллис[англ.] (21.02.1913 — 29.12.1938)
- епископ Эдвин Винсент О’Хара[англ.] (15.04.1939 — 11.09.1956) — архиепископ ad personam с 1954
- епископ Джон Патрик Коди (11.09.1956 — 10.08.1961) — назначен архиепископом Нового Орлеана
- епископ Чарльз Герман Хельмсинг[англ.] (27.01.1962 — 27.06.1977)
- епископ Джон Джозеф Салливан[англ.] (27.06.1977 — 22.06.1993)
- епископ Рэймонд Джеймс Боланд[англ.] (22.06.1993 — 24.05.2005)
- епископ Роберт Уильям Финн[англ.] (24.05.2005 — 15.09.2015)
- епископ Джеймс Ванн Джонстон (младший)[англ.] (с 15.09.2015)

## Источник
- Annuario Pontificio, Libreria Editrice Vaticana, Città del Vaticano, 2003, ISBN 88-209-7422-3
- Булла Ex quo die, AAS 49 (1957). — P. 52 (лат.)